# ژان پل لیلینفلد
ژان پل لیلینفلد (انگلیسی: Jean-Paul Lilienfeld؛ زادهٔ ۱۷ ژوئیهٔ ۱۹۶۲) بازیگر، فیلم‌نامه‌نویس و کارگردان فیلم اهل فرانسه است.